# نواف الحبشي
نواف الحبشي، لاعب كرة قدم سعودي، يلعب في خط الهجوم في نادي الحزم.

## مسيرة اللاعب
لعب في نادي الشباب ونادي القادسية ونادي الدرعية ونادي الرياض ونادي الحزم.

## روابط خارجية
- نواف الحبشي على موقع قاعدة بيانات كرة القدم.إي يو (الإنجليزية)
- نواف الحبشي على موقع Soccerway.com (الإنجليزية)